# Pan de romero

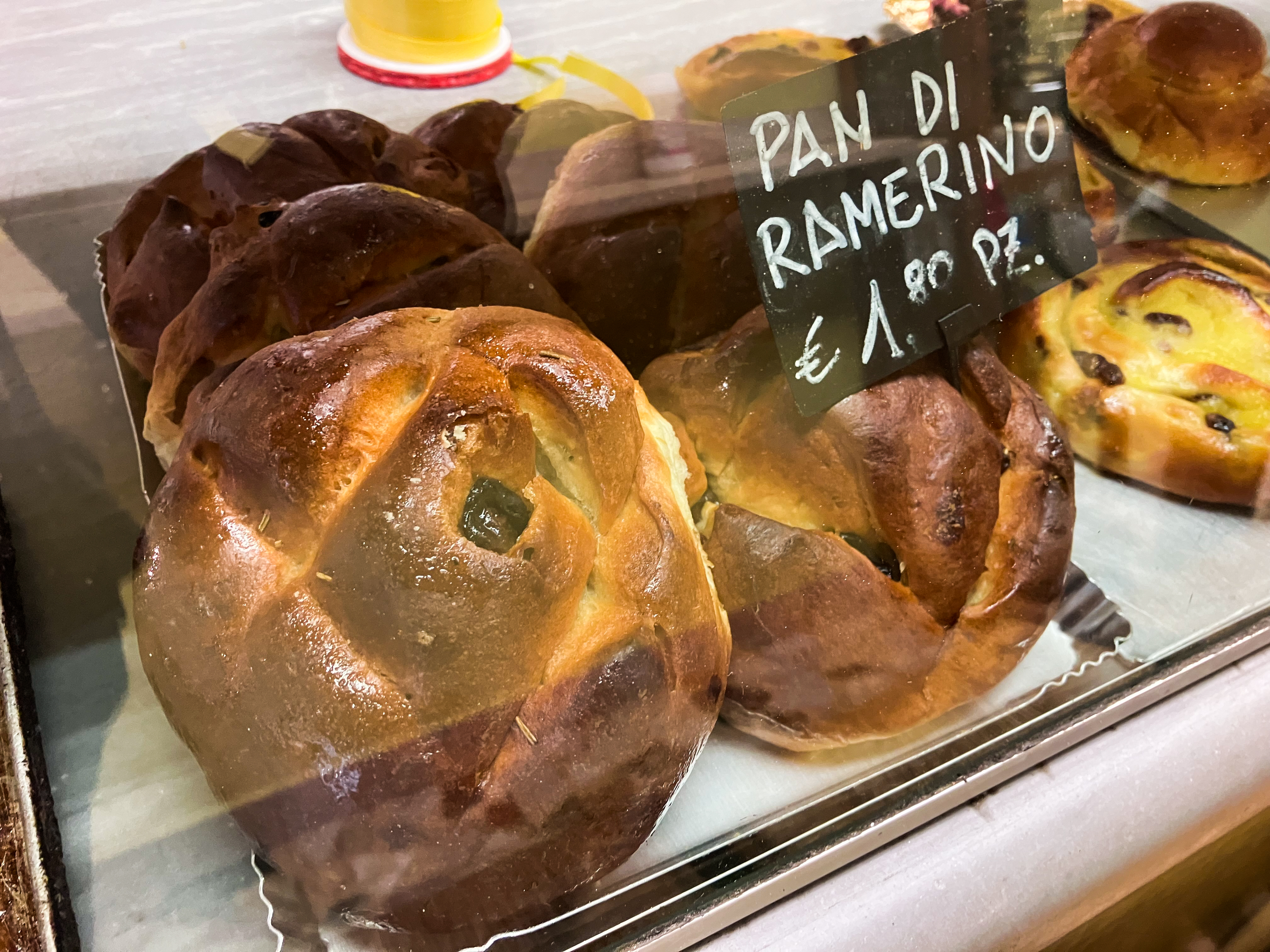
Pan di ramerino en Florencia.

El pan di ramerino (en toscano, ‘pan de romero’) es un pan de tamaño mediano a pequeño típico de Italia, y más particularmente de la Toscana. Tiene una corteza dorada y suave por la adición de aceite de oliva en el que han sido macerados hojas y tallos de romero. Su masa es dulce y contiene pasas de la variedad local zibibbo. 
Tiene un origen medieval y con el tiempo la receta ha evolucionado incluyendo nuevos ingredientes como el azúcar. Es un pan vinculado al período previo a la Pascua, y en tiempos no muy lejanos el pan di ramerino se vendía en las panaderías florentinas y circundantes sólo el Jueves Santo, ya bendecido por los párrocos de la zona. Hoy en día se puede encontrar a la venta en otras épocas del año. 
El pan de romero se deja reposar durante aproximadamente una hora y luego se cuece, hasta que el aceite con el que se untó previamente (con una ramita de romero fresco) le da el típico color bruñido y brillante en la superficie.
Es un pan de forma circular con una greña transversal que lo ayuda a crecer durante el horneado.
Ramerino es el nombre dialectal toscano para lo que en lengua italiana se conoce como rosmarino (Salvia rosmarinus).